# Karpóvskaia (Komi)
|  | Per a altres significats, vegeu «Karpóvskaia». |

Karpóvskaia (en rus: Карповская) és un poble de la República de Komi, a Rússia, segons el cens del 2010 tenia 55 habitants.